# Babagerenda
Babagerenda (horvátul: Babina Greda) falu és község Horvátországban Vukovár-Szerém megyében.

## Fekvése
Vukovártól légvonalban 44, közúton 60 km-re délnyugatra, Bródtól  légvonalban 41, közúton 47 km-re keletre, a Nyugat-Szerémségben, a Zsupanyai Szávamentén, a Berava két partján fekszik.

## Történet
A település területe már az őskorban is lakott volt. Határában a legrégibb településnyomok a „Dorovo-Klasno” lelőhelyen kerültek elő. Ez a település a középső neolitikun végén virágzó Sopot-kultúra népéhez tartozott. Dorovón késő bronzkori kerámiák és a vaskori La Tène-kultúrához tartozó leletek is előkerültek, melyek a kelták jelenlétét bizonyítják.
2009-ben és 2010-ben a zsupanyai múzeum munkatársai próbaásatásokat végeztek a Biđ-Bosutmezei-csatorna építési területén. A munkálatok 2009 elején kezdődtek, melyek során három lelőhelyet azonosítottak. A „Zmijino” nevű lelőhelyen késő bronzkori temetőt, a „Stari vrt” lelőhelyen késő bronzkori és késő vaskori települést, a „Gerzine” lelőhelyen pedig késő bronzkori és kora vaskori települést találtak. Mindhárom olyan hely, amely nagyon fontos lenne az őskori ember itteni életének a megismeréséhez ezen a régészetileg még fel nem tárt területen. Sajnos mindhárom lelőhely máig feltáratlan maradt.
A római korban a község déli területén haladt át a Sisciát (Sziszek) Sirmiummal (Szávaszentdemeter) összekötő fontos kereskedelmi és hadiút. Erről az útról ágazott le a Kosztromán középkori erődje, az ókori Castrum Romanorum felé haladó út. Ezt az erődöt a rómaiak építették az itteni útkereszteződés ellenőrzésére. A szájhagyományokból tudjuk, hogy a helyiek ezt a régi, forgalmas utat „római útnak”, vagy „török útnak” stb. nevezték.
Ebből a római erődből építették feltehetően a 13. században a johanniták Kosztromán várkastélyát, mely a falutól 4 km-re Slavonski Šamac irányában állt. Ezt a helyet, mely a mai Kruševica határához tartozik ma is Gradinának nevezik, mely általában várhelyet jelöl.
A 15. században Kosztromán a hozzá tartozó 14 faluval Garai család birtoka lett. Ebben az időben nagyon élenk volt erre a Boszniába menő forgalom, így Kosztromán nagyon fontos szerepet töltött be. 1500 körül a Beriszlói család lett az uradalom birtokosa. 1506-ban a várkastély tartozékai között megemlítik „Babagerenda” falut is. Ez egyben a település első okirattal igazolt említése.
A török 1536-ban szállta meg a települést, melyet az Eszéki szandzsákhoz csatolt. 1696 körül a török hadsereg visszavonult a Száván túlra. A törökök távozása után Babagerenda lakói elköltöztek régi helyükről egy a falu melletti kissé magasabb helyre. A hagyomány szerint két ok is volt az áttelepülésre. Az egyik az, hogy a régi falut elpusztították a Száva gyakori áradásai, a másik pedig, hogy a régi települést az oszmánok elpusztították, mielőtt a karlováci béke 1699-ben létrejött. 1702-ben a településen 65 házat számláltak. 1745-től megkezdődött a katonai határőrvidék szervezése és 1747-ben megalakították a Bródi ezredet. 1753-ban a település a Bródi határőrezred igazgatása alá került. A 18. század második felében a falu folyamatosan növekedett. Új temploma épült és századparancsnokság székhelye lett. A katonai parancsnokság a határőrökkel őrtornyot, iskolát, templomot, plébániaházat, élelmiszerraktárt, az erre haladóknak útiállomást építtetett. Az első iskola 1775-ben, a plébánia 1785-ben létesült. Az itteni határőrök a Habsburg Birodalom minden csataterén harcoltak. A falu házai kezdetben fából épültek, hogy török támadás esetén mindent fel lehessen gyújtani. A katonai igazgatás csak 1823-ban engedélyezte az első téglaház építését. A mai templomot 1835 és 1838 között építették fel. 1860-ban szilárd burkolatú út épült Slavonski Šamac és Cerna irányába.
Az első katonai felmérés térképén „Babina Greda” néven található. Lipszky János 1808-ban Budán kiadott repertóriumában „Babinagreda” néven szerepel. Nagy Lajos 1829-ben kiadott művében „Babina Greda” néven 769 házzal, 4142 katolikus és 22 ortodox vallású lakossal találjuk. 1873-ban megszüntették a katonai igazgatást és 1881-ben Babagerendát is a polgári Horvátországához csatolták. A 19. század második felében érezhető volt a kapitalizmus érkezése, csökkent a boszniai migráció. Mivel nem volt elég földterület a vidék proletarianizálódott, a falu a lakosságának száma pedig stagnált. 1899-ben létesült a település első gyógyszertára. 1907-ben megnyitották az olvasótermet. 1908-ban megalapították a „Seljački sokol” egyesületet és még ebben az évben énekkar és tamburazenekar alakult.
1857-ben 3943, 1910-ben 3973 lakosa volt. Szerém vármegye Zsupanyai járásához tartozott. Az 1910-es népszámlálás adatai szerint lakosságának 96%-a horvát, 2%-a német, 1%-a szerb anyanyelvű volt. A település az első világháború után az új szerb-horvát-szlovén állam, majd később (1929-ben) Jugoszlávia része lett. 1923-ban megalakult a labdarúgóklub és a tűzoltó egyesület. 1941-1945 között a Független Horvát Államhoz tartozott, majd a szocialista Jugoszlávia fennhatósága alá került. 1946-ban megkezdődött az agrárreform, a nagybirtokok felosztása. 1947-ben felépítették a kultúrházat. 1953-ben bevezették az elektromos áramot és megalapították a kulturális és művészeti egyesületet. 1991-ben lakosságának 96%-a horvát nemzetiségű volt. 1991-től a független Horvátország része. 2009-ben megkezdődtek a Duna-Száva csatorna építési munkálatai. A településnek 2011-ben 3572 lakosa volt.

## Népessége
| Lakosság változása | Lakosság változása | Lakosság változása | Lakosság változása | Lakosság változása | Lakosság változása | Lakosság változása | Lakosság változása | Lakosság változása | Lakosság változása | Lakosság változása | Lakosság változása | Lakosság változása | Lakosság változása | Lakosság változása | Lakosság változása |
| ------------------ | ------------------ | ------------------ | ------------------ | ------------------ | ------------------ | ------------------ | ------------------ | ------------------ | ------------------ | ------------------ | ------------------ | ------------------ | ------------------ | ------------------ | ------------------ |
| 1857               | 1869               | 1880               | 1890               | 1900               | 1910               | 1921               | 1931               | 1948               | 1953               | 1961               | 1971               | 1981               | 1991               | 2001               | 2011               |
| 3.943              | 4.221              | 4.009              | 4.016              | 3.918              | 3.973              | 3.575              | 3.641              | 4.061              | 4.611              | 4.872              | 4.620              | 4.159              | 4.205              | 4.262              | 3.572              |

## Gazdaság
A településen a hagyományos mezőgazdaság, a kézművesség mellett egyre inkább az ipar képezi a megélhetés alapját. Az ipari fejlődést tovább ösztönözte a zágrábi Uni Viridas cég itteni gyára. A céget a török-holland Unit Investment NV társaság alapította, amely 50 millió euró értékű, 9,7 MW kapacitású kogenerációs erdei biomassza erőművet épített, mely a legnagyobb zöldmezős beruházás volt Vukovár-Srijem megyében. Babagerendán 10 millió euró értékű autóalkatrészgyár épül. Az Intermetal cég kezdi meg itt az autóalkatrészek gyártását, amely körülbelül 100 munkavállalót foglalkoztat. 5500 négyzetméteres gyártócsarnok épül. Az autóalkatrészeket a gradačaci TMD csoportnak gyártják, amely az autóipar globális nagyvállalataival működik együtt. A gyár építése lehetővé teszi, hogy a község Horvátország egyik jelentős fémipari centrumává váljon.

## Nevezetességei
- Szent Lőrinc tiszteletére szentelt római katolikus plébániatemploma[11] 1835 és 1838 között épült későbarokk-klasszicista stílusban. Egyhajós épület félköríves szentéllyel, a szentély nyugati oldalán oratóriummal és a homlokzat felett emelkedő harangtoronnyal. A hajót baldahinos boltozat fedi. A főhomlokzatot függőlegesen négy kettős pilaszter tagolja három részre. A középső részen van a négyszögletes portál, míg kétoldalt egy-egy sekély, félköríves szoborfülkét alakítottak ki. A koszorú felett magas attika áll. A belső teret népi motívumokkal díszített tölgyfával burkolták. Orgonája tízregiszteres, egymanuálos, pedálos hangszer, mely Angster József pécsi műhelyében készült 1896-ban. 1972-ben Heferer újította fel. A manuál terjedelme C-f3, a pedálé C-d1.
- Védett műemlék a Stojanović család háza,[12] amely a település nyugati részén, a főút mentén épült, és Kelet-Szlavónia hagyományos építészetének egyik legjelentősebb épülete. A ház első tulajdonosának, Mate Stojanovićnak az ötlete alapján egy helyi földműves család építette. Az épületen jól látható a városi építészet hatása, így utcai homlokzatán felismerhetők a klasszicista építészeti elemek. Az épület az udvari résszel együtt hosszúkás alaprajzú, C alakú. A főhomlokzatot két párban négyszögletes ablaknyílások tagolják. Az ablakokat vékony lizénák keretezik, felettük háromszög alakú oromzatokkal, közöttük pedig fogazással díszítve. Az oromzat alatt gipszből készített díszítések vannak stilizált növények és vázák formájában. A ház védőszentjének, a Szűzanyának szentelt kis kápolnát a kerítés részeként, az utcai falsíkkal egy vonalban építették meg. A ház többszobás, a szobák síkmennyezetűek, a padló és az ácsolatok fából készültek.
- A babagerendai farsangi lovaglás a más helyeken divatos farsangi felvonulást helyettesíti. Ez egy olyan szokás, amelynek gyökerei a határőrség idejéből valók. A farsangi napok során a katonai fegyelem meglazult, és a lóháton járó határőrök átvonultak a falun a szávai őrtornyok felé, közben énekelnek, mutatványokat csináltak az asszonyok pedig pálinkával és különféle finomságokkal kínálták őket. A katonai határőrvidék idejétől csak itt tartották meg napjainkig megszakítás nélkül a farsangi lovaglás szokását. A 21. század eleje óta más falvak is visszaállították ezt a szokást, de a Babagerendai lovaglás még mindig a legrangosabb ilyen esemény ezen a vidéken.

## Kultúra
- A Mijat Stojanović Kulturális és Művészeti Egyesület elődjének alapítása 1909-ben történt, amikor Matija Bačić joghallgató megalapította a Zvonimir énekkart és tamburazenekart. Két évvel később, 1911-ben Šima Stojanović orvostanhallgató és Mijat Senc plébános megalapította a plébánia irodájában a Stojanović Egyesületet. Mindkét társaság sikeresen működött egészen a második világháborúig. 1945-től 1958-ig munkájuk a Seljačka sloga olvasótermében folyt tovább. 1958-ban az egyesületet Mijat Stojanovićnak nevezték el és ma is ezen a néven működik. Az egyesület, mely több szekcióban működik, a település hagyományának megőrzésén dolgozik, valamint részt vesz a hazai és nemzetközi folklórfesztiválokon. A Kulturális és Művészeti Egyesület a házigazdája és szervezője a farsangi báloknak és a Matija Bačić kulturális esemény estjeinek, amelyeken az énekcsoportok megyei fesztiválja zajlik.
- A Šokadija Babina Greda egyesület 2002-ben alakult azzal a céllal, hogy megőrizze a hagyományos sokác életmódot. Az egyesület a szervezője az elemi iskolások „Duša moja je hrvatski kraj” irodalmi pályázatának és az augusztusi lakossági találkozónak az elődök idillikus életmódjának bemutatására. A látogatók láthatják az egykori helyiek mindennapjait, és kóstolhatják a nagyanyáik ételeit. Az egyesületnek két énekes csoportja van, egy férfi és egy női.
- Minden év júniusának második hétvégéjén rendezik meg a “Nema sela nad Babine Grede” (Nincs különb falu Babina Gredánál) nevű kétnapos fesztivált, mely a hagyományos Szlavónia legízletesebb, legmuzikálisabb és legszebb tradícióit, népszokásait gyűjti egybe. A látogatók megkóstolhatják a határőrök legjobb ételeit, miközben a bort a híres kutjevói pincészetből kínálják. A „Bećarfest” fesztiválest összehozza a hagyományos szláv zenei stílusokat. A Bečar legjobb előadói szerepelnek az UNESCO immateriális kulturális örökségének listáján. Az estet a mezőgazdasági szövetkezet nagy acél hangárjában tartják, ami különleges falusi mulatság varázsát adja. 2015 óta a fesztivál égisze alatt, de önálló rendezvényként rendezik meg a "Fehér Lovak" fesztiválját. Ennek során a falu utcáin a legszebb sokác esküvői kocsik hajtanak végig a helyi hippodrom felé, ahol tradicionális kocsisversenyek zajlanak, mint a farokkötés, kocsiösszeszerelés és szétszedés, valamint a kocsihúzás.
- Augusztus végén kerül megrendezésre a „Stanarski susreti” lakossági találkozó, ahol a babagerendai házak régi édes életének emlékét idézik vissza. Az esemény tele van különféle tudományok versenyével, amelyek a különféle ügyességi versenyekkel és a hagyományos szlavón ételek készítésének művészetével kapcsolatosak.
- A település dalosajkú ügyvédjének, Matija Bačićnak az emlékére rendezik meg 1979 óta a Matija Bačić esteket. A kétnapos eseményt Karácsony és Újév között rendezik meg dalok, vendégszeretet és méltóságteljes öröm időszakában és mottójával. Az eseményre zenei fesztiválként évente több tucat énekcsoportot hoznak szerte a megyéből a babagerendai színpadra. A látogatóknak lehetőséget kínálnak arra, hogy otthonos környezetben élvezhessék Szlavónia és a Szerémség eredeti zenéjét.

## Oktatás
A településen a „Mijat Stojanović” általános iskola működik. A helyi iskolai oktatás kezdetei 1775-ig nyúlnak vissza. Ekkor helyezték át a katonai hatóságok az iskolát Slavonski Šamacról Babina Gredára, mivel a kormány rendelkezésének megfelelően a századparancsnokságok székhelyeinek iskolával kell rendelkeznie. Az iskola első tanítója Mikajlo Blosz volt, aki az iskolával együtt érkezett ide. Az első évben az iskolának 45 tanulója volt.1793-ban pénzügyi problémák miatt bezárták a falu iskoláját és a tanulókat olyan a környező falvakba küldték, ahol iskolák voltak. Csak 1816-ban határoztak a helyi iskola újraindításáról, a kormány pedig megengedte egy új iskolaépület építését. 1844-től 1850-ig volt az iskola tanítója Mijat Stojanović, akiről a mai iskolát elnevezték. A tanulók száma az idő múlásával egyre nagyobb lett, tehát szükség volt egy nagyobb épületre, amelynek építése 1897-ben kezdődött meg és 1899-ben kezdett működni. Az iskolai oktatás fő problémája a 20. század első felében az iskolai tanításban való részvétel hiánya és a szülők erős ellenállása volt, amelyek fő okaként sok háztartási munkát és a munkaerő hiányát hozták fel. A második világháború után az iskolának két regionális iskolája volt Kladavacban és Lučicában, amelyeket 1980-ban bezártak a diákok hiánya miatt. Az 1954/55-ös tanévig az iskola B típusú iskolaként működött, és 1955-ben A típusú általános iskolává nőtte ki magát, amelyből a tanulóknak joguk volt beiratkozni középiskolába. 1955 május 30-án az iskola Vladimir Nazor nevét vette fel, 1971-ben az iskola nevét Mijat Stojanović-ra változtatták.

## Sport
- Az NK Šokadija Babina Greda labdarúgóklubot 1923-ban még „Viktorija” néven alapították. A háború után vette fel jelenlegi nevét. Néhány éve költözött új pályára. A csapat jelenleg az Eszék-Vinkovcei megyeközi ligában szerepel.
- ŠK Šokadija Babina Greda sakk-klubot 1932-ben alapították.
- ŠRU Berava sporthorgász egyesület. Az egyesületet 1975-ben alapították a természet és horgászat rajongói. Az egyesület a falun átfolyó folyóról kapta nevét. Évente halászati partit szervez, mivel ez az egyik finanszírozási forrása. Legnagyobb problémája a találkozók számára rendelkezésre álló helyhiány, ezért a horgászház építését tervezik.

## Egyesületek
- DVD Babina Greda önkéntes tűzoltó egyesületet 1923-ban alapították. Érdekesség, hogy itt található az egyetlen emlékkönyv, melyet tűzoltó egyesület alapításáról írtak. Ez egy nagyobb könyv, piros borítással, aranynyomással, speciális dobozban tárolva és mint ereklye, tartalma jelentős helyi a tűzoltóság történetében. Ebben az értékes könyvben azt olvassuk, hogy a DVD Babina Greda alapító gyűlését 1923. szeptember 8-án tartották. Bašić krónikás leírta az egyesület két alapítójának nevét. Az egyesületet 1946-ban újraalapították. Azóta a mai napig több nemzedéke volt a tűzvédelmi szervezetnek. Közös pénzeszközökkel, helyi önkéntes hozzájárulásokkal és megyei segítséggel 1981-ben új tűzoltószerházat építettek a régi és szűk szerház helyén, továbbá új, modern berendezéseket szereztek be.
- A „Jastreb” vadásztársaságot 1946-ban alapították. A társaság ma 7000 hektáron gazdálkodik, melyből 100 hektár erdő. Az egyesület célja a vadon élő állatokat elpusztító ragadozók csökkentése, az orvvadászat megakadályozása és a vadászturizmus fejlesztése az önkormányzat területén. Az egyesület tagjai új vadászházat építettek saját munkájukkal és pénzükből.
- Az UŽ Babina Greda nőegyesületet 2007-ben alapították azzal a céllal, hogy megőrizze a különféle technikákkal, varrással, horgolással, hímzéssel, toledoval, hímzéssel és arany hímzéssel készített népi kézműves munkákat. Kiállításaikon kézműves munkákat mutatnak be a nagyközönség számára. Az egyesületnek humanitárius jellege is van, kiemelkedő munkát végez a helyi időskorúak és fogyatékosok segítésében és humanitárius koncertet szervez számukra. Az egyesület 350 taggal rendelkezik.
- A Lótenyésztők egyesülete 1942. április 12-én alakult. Az egyesület első elnöke Žeravije Stojanović volt, aki 1979-ig volt az egyesület vezetője. A Lótenyésztő Egyesület minden évben, június második hétvégéjén „Fehér Lovak” elnevezésű rendezvényt szervez. Tagjai lovaikkal számos horvátországi kulturális rendezvény színvonalát emelik. Fő szervezői a híres babinagredai farsangi lovaglásnak. Az egyesület ma több mint 100 taggal rendelkezik.
- „Amfora” méhészegyesület
- Babinogredski Krug egyesület
- A Honvédő háború önkénteseinek és veteránjainak egyesülete